# Las Hurdes
Las Hurdes este o arie protejată (arie specială de conservare — SAC, sit de importanță comunitară — SCI) din Spania întinsă pe o suprafață de 26.269,09 ha, integral pe uscat.

## Localizare
Centrul sitului Las Hurdes este situat la coordonatele 40°23′49″N 6°15′35″W / 40.3969°N 6.2597°V.

## Înființare
Situl Las Hurdes a fost declarat sit de importanță comunitară în decembrie 1997 pentru a proteja 4 specii de plante și 32 de specii de animale. Situl a fost protejat și ca arie specială de conservare în mai 2015.

## Biodiversitate
Situată în ecoregiunea mediteraneană, aria protejată conține 18 habitate naturale: Pante stâncoase silicioase cu vegetație casmofită, Pajiști cu Molinia pe soluri calcaroase, turboase sau argilos-nămoloase (Molinion caeruleae), Matorral arborescenți cu Juniperus spp., Păduri aluvionare cu Alnus glutinosa și Fraxinus excelsior (Alno-Padion, Alnion incanae, Salicion albae), Păduri de Quercus suber, Galerii de Salix alba și de Populus alba, Grohotișuri termofile și vest-mediteraneene, Păduri mediteraneene de Taxus baccata, Pseudostepă cu ierburi și specii anuale de Thero-Brachypodietea, Păduri de Quercus ilex și Quercus rotundifolia, Pajiști oro-iberice cu Festuca indigesta, Păduri de stejar galițio-portugheze cu Quercus robur și Quercus pyrenaica, Formațiuni montane de Cytisus purgans, Galerii și tufărișuri riverane sudice (Nerio-Tamaricetea și Securinegion tinctoriae), Turbării active, Pajiști uscate europene, Lande oro-mediteraneene cu formațiuni endemice de grozamă, Păduri de Castanea sativa.
La baza desemnării sitului se află mai multe specii protejate:
- plante (4): Festuca elegans, Festuca summilusitana, Narcissus asturiensis, Veronica micrantha
- păsări (14): vulturul negru (Aegypius monachus), fâsă-de-câmp (Anthus campestris), acvilă de munte (Aquila chrysaetos), șoim călător (Falco peregrinus), vulturul pleșuv sur (Gyps fulvus), Hieraaetus fasciatus, ciocârlie de pădure (Lullula arborea), mierlă de piatră (Monticola saxatilis), vultur egiptean (Neophron percnopterus), codroșul de pădure (Phoenicurus phoenicurus), pitulice de munte (Phylloscopus bonelli), pitulice de munte (Phylloscopus collybita), Phylloscopus ibericus, silvie de tufiș (Sylvia undata)
- amfibieni (1): Discoglossus galganoi
- mamifere (4): lupul (Canis lupus), Galemys pyrenaicus, vidră de râu (Lutra lutra), râs iberic (Lynx pardinus)
- nevertebrate (6): croitorul mare al stejarului (Cerambyx cerdo), fluturele auriu (Euphydryas aurinia), Gomphus graslinii, rădașcă (Lucanus cervus), Macromia splendens, Oxygastra curtisii
- pești (4): Cobitis vettonica, Luciobarbus comizo, Pseudochondrostoma polylepis, Rutilus alburnoides
- reptile (3): Lacerta monticola, Lacerta schreiberi, Mauremys leprosa

Pe lângă speciile protejate, pe teritoriul sitului au mai fost identificate 9 specii de plante, 6 specii de amfibieni, 4 specii de mamifere, 6 specii de reptile.